# Zachary Grabowksi
Zachary Grabowksi (Lafayette, 26 februari 1985) is een voormalig Amerikaans professioneel wielrenner die in het verleden uitkwam voor TIAA-CREF/5280 en Colavita.

## Belangrijkste overwinningen
2003
- Amerikaans kampioen achtervolging, Junioren
- Amerikaans kampioen op de weg, Junioren